# Grand Prix Kanady
Grand Prix Kanady (francouzsky Grand Prix du Canada, anglicky Canadian Grand Prix) je jedním ze závodů mistrovství světa vozů Formule 1, pořádané Mezinárodní automobilovou federací. Místem konání je od roku 1982 okruh Gillese Villeneuva v Montréalu v kanadské provincii Québec.

## Vítězové Grand Prix Kanady
Tučně jsou znázorněni účastníci aktuální sezóny šampionátu Formule 1.
Růžové pozadí znázorňuje závody, které nebyly součástí šampionátů Formule 1.

### Opakovaná vítězství (jezdci)
| Počet vítězství | Jezdec             | Roky                                     |
| --------------- | ------------------ | ---------------------------------------- |
| 7               | Michael Schumacher | 1994, 1997, 1998, 2000, 2002, 2003, 2004 |
| 7               | Lewis Hamilton     | 2007, 2010, 2012, 2015, 2016, 2017, 2019 |
| 3               | Nelson Piquet      | 1982, 1984, 1991                         |
| 3               | Max Verstappen     | 2022, 2023, 2024                         |
| 2               | Pedro Rodríguez    | 1963, 1964                               |
| 2               | Jacky Ickx         | 1969, 1970                               |
| 2               | Jackie Stewart     | 1971, 1972                               |
| 2               | Alan Jones         | 1979, 1980                               |
| 2               | Ayrton Senna       | 1988, 1990                               |
| 2               | Sebastian Vettel   | 2013, 2018                               |

### Opakovaná vítězství (týmy)
| Počet vítězství | Konstruktér | Roky                                                                               |
| --------------- | ----------- | ---------------------------------------------------------------------------------- |
| 14              | Ferrari     | 1963, 1964, 1970, 1978, 1983, 1985, 1995, 1997, 1998, 2000, 2002, 2003, 2004, 2018 |
| 13              | McLaren     | 1968, 1973, 1974, 1976, 1988, 1990, 1992, 1999, 2005, 2007, 2010, 2011, 2012       |
| 7               | Williams    | 1979, 1980, 1986, 1989, 1993, 1996, 2001                                           |
| 5               | Red Bull    | 2013, 2014, 2022, 2023, 2024                                                       |
| 5               | Mercedes    | 2015, 2016, 2017, 2019, 2025                                                       |
| 4               | Brabham     | 1967, 1969, 1982, 1984                                                             |
| 2               | Lotus       | 1961, 1962                                                                         |
| 2               | Tyrrell     | 1971, 1972                                                                         |
| 2               | Benetton    | 1991, 1994                                                                         |

### Opakovaná vítězství (dodavatelé motorů)
| Počet vítězství | Dodavatel  | Roky                                                                               |
| --------------- | ---------- | ---------------------------------------------------------------------------------- |
| 14              | Ferrari    | 1963, 1964, 1970, 1978, 1983, 1985, 1995, 1997, 1998, 2000, 2002, 2003, 2004, 2018 |
| 12              | Ford*      | 1968, 1969, 1971, 1972, 1973, 1974, 1976, 1977, 1979, 1980, 1991, 1994             |
| 11              | Mercedes** | 1999, 2005, 2007, 2010, 2011, 2012, 2015, 2016, 2017, 2019, 2025                   |
| 6               | Renault    | 1989, 1993, 1996, 2006, 2013, 2014                                                 |
| 4               | Honda      | 1986, 1988, 1990, 1992                                                             |
| 4               | BMW        | 1982, 1984, 2001, 2008                                                             |
| 2               | Climax     | 1961, 1962                                                                         |
| 2               | Chevrolet  | 1965, 1966                                                                         |
| 2               | Honda RBPT | 2023, 2024                                                                         |

* Byl vyráběn Cosworth.

** V letech 1999–2005 působil jako Ilmor.

### Vítězové v jednotlivých letech
| Rok  | Jezdec             | Konstruktér         | Trať                      | Výsledky  |
| ---- | ------------------ | ------------------- | ------------------------- | --------- |
| 2025 | George Russell     | Mercedes            | Circuit Gilles Villeneuve | Výsledky  |
| 2024 | Max Verstappen     | Red Bull-Honda RBPT | Circuit Gilles Villeneuve | Výsledky  |
| 2023 | Max Verstappen     | Red Bull-Honda RBPT | Circuit Gilles Villeneuve | Výsledky  |
| 2022 | Max Verstappen     | Red Bull-RBPT       | Circuit Gilles Villeneuve | Výsledky  |
| 2021 | Nejelo se          | Nejelo se           | Nejelo se                 | Nejelo se |
| 2020 | Nejelo se          | Nejelo se           | Nejelo se                 | Nejelo se |
| 2018 | Sebastian Vettel   | Ferrari             | Circuit Gilles Villeneuve | Výsledky  |
| 2019 | Lewis Hamilton     | Mercedes            | Circuit Gilles Villeneuve | Výsledky  |
| 2018 | Sebastian Vettel   | Ferrari             | Circuit Gilles Villeneuve | Výsledky  |
| 2017 | Lewis Hamilton     | Mercedes            | Circuit Gilles Villeneuve | Výsledky  |
| 2016 | Lewis Hamilton     | Mercedes            | Circuit Gilles Villeneuve | Výsledky  |
| 2015 | Lewis Hamilton     | Mercedes            | Circuit Gilles Villeneuve | Výsledky  |
| 2014 | Daniel Ricciardo   | Red Bull-Renault    | Circuit Gilles Villeneuve | Výsledky  |
| 2013 | Sebastian Vettel   | Red Bull-Renault    | Circuit Gilles Villeneuve | Výsledky  |
| 2012 | Lewis Hamilton     | McLaren-Mercedes    | Circuit Gilles Villeneuve | Výsledky  |
| 2011 | Jenson Button      | McLaren-Mercedes    | Circuit Gilles Villeneuve | Výsledky  |
| 2010 | Lewis Hamilton     | McLaren-Mercedes    | Circuit Gilles Villeneuve | Výsledky  |
| 2009 | Nejelo se          | Nejelo se           | Nejelo se                 | Nejelo se |
| 2008 | Robert Kubica      | BMW Sauber          | Circuit Gilles Villeneuve | Výsledky  |
| 2007 | Lewis Hamilton     | McLaren-Mercedes    | Circuit Gilles Villeneuve | Výsledky  |
| 2006 | Fernando Alonso    | Renault             | Circuit Gilles Villeneuve | Výsledky  |
| 2005 | Kimi Räikkönen     | McLaren-Mercedes    | Circuit Gilles Villeneuve | Výsledky  |
| 2004 | Michael Schumacher | Ferrari             | Circuit Gilles Villeneuve | Výsledky  |
| 2003 | Michael Schumacher | Ferrari             | Circuit Gilles Villeneuve | Výsledky  |
| 2002 | Michael Schumacher | Ferrari             | Circuit Gilles Villeneuve | Výsledky  |
| 2001 | Ralf Schumacher    | Williams-BMW        | Circuit Gilles Villeneuve | Výsledky  |
| 2000 | Michael Schumacher | Ferrari             | Circuit Gilles Villeneuve | Výsledky  |
| 1999 | Mika Häkkinen      | McLaren-Mercedes    | Circuit Gilles Villeneuve | Výsledky  |
| 1998 | Michael Schumacher | Ferrari             | Circuit Gilles Villeneuve | Výsledky  |
| 1997 | Michael Schumacher | Ferrari             | Circuit Gilles Villeneuve | Výsledky  |
| 1996 | Damon Hill         | Williams-Renault    | Circuit Gilles Villeneuve | Výsledky  |
| 1995 | Jean Alesi         | Ferrari             | Circuit Gilles Villeneuve | Výsledky  |
| 1994 | Michael Schumacher | Benetton-Ford       | Circuit Gilles Villeneuve | Výsledky  |
| 1993 | Alain Prost        | Williams-Renault    | Circuit Gilles Villeneuve | Výsledky  |
| 1992 | Gerhard Berger     | McLaren-Honda       | Circuit Gilles Villeneuve | Výsledky  |
| 1991 | Nelson Piquet      | Benetton-Ford       | Circuit Gilles Villeneuve | Výsledky  |
| 1990 | Ayrton Senna       | McLaren-Honda       | Circuit Gilles Villeneuve | Výsledky  |
| 1989 | Thierry Boutsen    | Williams-Renault    | Circuit Gilles Villeneuve | Výsledky  |
| 1988 | Ayrton Senna       | McLaren-Honda       | Circuit Gilles Villeneuve | Výsledky  |
| 1987 | Nejelo se          | Nejelo se           | Nejelo se                 | Nejelo se |
| 1986 | Nigel Mansell      | Williams-Honda      | Circuit Gilles Villeneuve | Výsledky  |
| 1985 | Michele Alboreto   | Ferrari             | Circuit Gilles Villeneuve | Výsledky  |
| 1984 | Nelson Piquet      | Brabham-BMW         | Circuit Gilles Villeneuve | Výsledky  |
| 1983 | René Arnoux        | Ferrari             | Circuit Gilles Villeneuve | Výsledky  |
| 1982 | Nelson Piquet      | Brabham-BMW         | Circuit Gilles Villeneuve | Výsledky  |
| 1981 | Jacques Laffite    | Ligier-Matra        | Circuit Île Notre-Dame    | Výsledky  |
| 1980 | Alan Jones         | Williams-Ford       | Circuit Île Notre-Dame    | Výsledky  |
| 1979 | Alan Jones         | Williams-Ford       | Circuit Île Notre-Dame    | Výsledky  |
| 1978 | Gilles Villeneuve  | Ferrari             | Circuit Île Notre-Dame    | Výsledky  |
| 1977 | Jody Scheckter     | Wolf-Ford           | Mosport Park              | Výsledky  |
| 1976 | James Hunt         | McLaren-Ford        | Mosport Park              | Výsledky  |
| 1975 | Nejelo se          | Nejelo se           | Nejelo se                 | Nejelo se |
| 1974 | Emerson Fittipaldi | McLaren-Ford        | Mosport Park              | Výsledky  |
| 1973 | Peter Revson       | McLaren-Ford        | Mosport Park              | Výsledky  |
| 1972 | Jackie Stewart     | Tyrrell-Ford        | Mosport Park              | Výsledky  |
| 1971 | Jackie Stewart     | Tyrrell-Ford        | Mosport Park              | Výsledky  |
| 1970 | Jacky Ickx         | Ferrari             | Mont-Tremblant            | Výsledky  |
| 1969 | Jacky Ickx         | Brabham-Ford        | Mosport Park              | Výsledky  |
| 1968 | Denny Hulme        | McLaren-Ford        | Mont-Tremblant            | Výsledky  |
| 1967 | Jack Brabham       | Brabham-Repco       | Mosport Park              | Výsledky  |
| 1966 | Mark Donohue       | Lola-Chevrolet      | Mosport Park              | Výsledky  |
| 1965 | Jim Hall           | Chaparral-Chevrolet | Mosport Park              | Výsledky  |
| 1964 | Pedro Rodríguez    | Ferrari             | Mosport Park              | Výsledky  |
| 1963 | Pedro Rodríguez    | Ferrari             | Mosport Park              | Výsledky  |
| 1962 | Masten Gregory     | Lotus-Climax        | Mosport Park              | Výsledky  |
| 1961 | Peter Ryan         | Lotus-Climax        | Mosport Park              | Výsledky  |